# Argumento ad verecundiam
Un argumentum ad verecundiam, argumento de autoridad o magister dixit es una forma de falacia. Consiste en defender algo como verdadero porque quien es citado en el argumento tiene autoridad en la materia.
Los pitagóricos utilizaban este tipo de argumento para apoyar su conocimiento: si alguien les preguntaba «por qué», respondían «el maestro lo ha dicho» (en latín, magister dixit) o porque «él mismo lo ha dicho» (en latín, ipse dixit).

## Ejemplos

#### Ejemplo 1
- «La raíz cuadrada de 2 es irracional, porque así lo dijo Euclides».

La raíz de 2 da como resultado un número irracional (no puede ser expresado como la división de dos números enteros), pero no porque lo haya dicho Euclides, sino porque hay una demostración matemática que prueba la irracionalidad de la raíz cuadrada de 2. 
Nótese que, a pesar de que el argumento no es válido, la conclusión es cierta (que la raíz de 2 es un número irracional es verdadero). El error no está en la conclusión, sino en el razonamiento lógico utilizado para llegar a ella. No se debe caer en el error de creer que, si algo se intenta demostrar por autoridad, entonces es falso.

#### Ejemplo 2
- A: «El cielo es celeste, porque así lo dice Newton».
- B: «Que lo diga Newton no prueba que sea cierto, así que el cielo no es celeste».

En este caso, tanto A como B cometen una falacia. A realiza un argumentum ad verecundiam, pero B comete un argumentum ad logicam (como ha detectado que A ha cometido una falacia, no solo rechaza su conclusión, sino que además, acepta como verdadera la conclusión opuesta por este motivo).

#### Ejemplo 3
- «La Tierra gira alrededor del sol, porque así lo dice Copérnico».

La Tierra gira alrededor del sol, pero no porque Copérnico lo haya dicho, sino porque hay una serie de pruebas científicas que lo acreditan (por mucho que Copérnico haya sido el primero en decirlo).
Aquí se observa que se menciona un hecho verídico; sin embargo, no se aportan pruebas además de la teoría heliocéntrica.

## Historia
Magister dixit es una locución latina, atribuida a los discípulos de Pitágoras y muy usada por la escolástica durante la Edad Media, que significa literalmente «el maestro lo dijo». La idea subyacente detrás de este aforismo, es que todo conocimiento sólo puede proceder de los maestros y de la enseñanza tradicional. Es, por lo tanto, un argumento de autoridad además de un tópico literario.
En la Edad Media, el término solía referirse a Aristóteles. En un mundo donde se admitía que el conocimiento venía inspirado por Dios, el corpus intelectual debía considerarse como inamovible. Por tanto, contradecir a Aristóteles casi era contradecir a Dios.
La expresión también fue utilizada por la escolástica medieval, bajo la forma de la expresión Roma locuta, causa finita («Roma ha hablado, la cuestión está terminada»). Es decir, habiendo la Iglesia católica definido una determinada verdad de manera dogmática, debía seguirse ésta sin mayor cuestionamiento, debido a que se suponía que había sido suficientemente analizada. Además, este análisis había sido hecho bajo la guía e inspiración divina, fundamento último de legitimidad de todo el conocimiento dogmático que produce el Papa. De ahí que muchas polémicas teológicas medievales terminaran cuando uno de los polemistas conseguía que se considerara hereje a su contrario, tal y como ocurrió por ejemplo con Pedro Abelardo, quien en el siglo XI, durante la querella de los universales, fue calificado como tal por su antagonista intelectual Bernardo de Claraval.
El magister dixit era también parte de la enseñanza científica medieval en las universidades, en donde se estudiaban determinadas materias por el manual que hubieran escrito ciertos autores antiguos, como Galeno en medicina o Claudio Ptolomeo en astronomía.
Actualmente, la expresión se usa a menudo con un sentido irónico, para burlarse de quien intenta dar sus argumentos como verdaderos por su autoridad, supuesta o real, o cita a alguien de poca autoridad.

## Casos aceptables
Al igual que a través de la experimentación se trata de encontrar excepciones y si no se encuentran se puede considerar una teoría provisionalmente como verdadera, igualmente se puede hacer con las autoridades. Un argumento que apela a la autoridad y no falaz sino lógico en función de sus premisas sería:
1. A realiza una afirmación B.
2. A nunca está equivocado ni miente.
3. Por lo tanto, la afirmación B debe ser tomada en consideración (aunque no directamente como cierta).

Tanto como la premisa 2 sea cierta, su conclusión también lo será. Así apelar a una autoridad puede ser lógicamente correcto mientras haya sido suficientemente probada su autoridad y no se hayan encontrado excepciones. Esto no quiere decir que la afirmación sea cierta y que no se trate de una excepción.

## Falacias similares
Falacias que se centran en la persona que lo dice para dar validez a sus conclusiones:
- Argumentum ad hominem donde se pretende demostrar que algo es falso porque quien lo dice no tiene autoridad.
- Argumentum ad baculum donde se pretende hacer algo verdadero usando la fuerza, porque lo dice alguien que tiene autoridad y puede castigar si no se acepta el argumento.
- Argumentum ad lazarum donde se pretende hacer algo verdadero porque quien lo dice es pobre.
- Argumentum ad crumenam donde se pretende hacer algo verdadero porque quien lo dice es rico.